# Clostridium glycolicum
Clostridium glycolicum è una specie di batterio appartenente alla famiglia delle Clostridiaceae.